# Stator

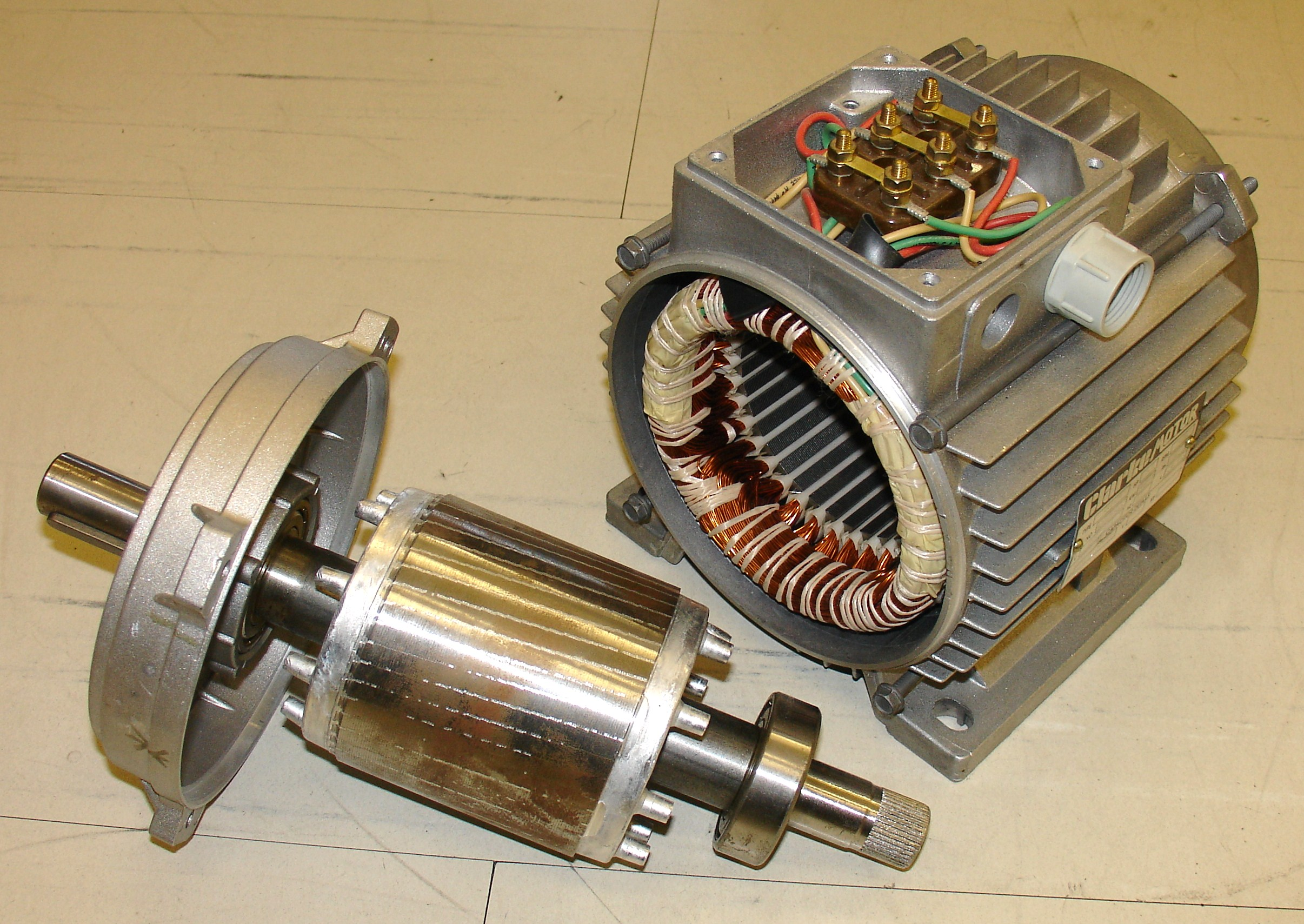
Rotor (vlevo) a stator (vpravo) elektrického motoru.

Stator může být součástka elektromotorů, nebo hydrodynamických měničů. 

## Elektromotor
Stator je nepohyblivá (statická) součást elektromotoru, elektrického generátoru a dalších elektrických strojů. Naproti tomu rotor je součást pohyblivá. Stator je obvykle tvořen trvalým magnetem nebo elektromagnetem (cívkou).

### Funkce
1. Vytváří magnetické pole: Pokud je vinutí na statoru napájeno elektrickým proudem vytváří magnetické pole. \toto magnetické pole reaguje na magnetické pole rotoru, způsobuje jeho pohyb.
2. Podpora rotoru:  Stator poskytuje mechanickou podporu rotoru a udržuje jej v centrální poloze uvnitř motoru.
3. Odvod tepla: Stator často obsahuje chladící systém, který pomáhá odvádět teplo vzniklé při provozu motoru, čímž se zabraňuje přehřátí a zvyšuje účinnost motoru.

Ve střídavých elektromotorech je stator obvykle tvořen laminovanými ocelovými plechy, které pomáhají snížit ztráty způsobené vířivými proudy. V drážkách těchto plechů je umístěno statorové vinutí.

## Hydrodynamický měnič
Stator v hydrodynamickém měniči, často nazývaný i jako reaktor, má klíčovou funkci ve zvyšování účinnosti přenosu točivého momentu mezi turbínou a čerpadlem.

### Funkce
1. Zvýšení účinnosti přenosu točivého momentu: Stator se nachází mezi turbínou a čerpadlem a jeho hlavním úkolem je změnit směr proudění kapalin, Když kapalina vychází z turbíny, směřuje proti rotaci čerpadla. Stator přesměruje tuto kapalinu, aby směřovala ve směru rotace čerpadel, což zvyšuje účinnost přenosu točivého momentu a snižuje ztráty energie.
2. Zlepšení kroutícího momentu při nízkých otáčkách: Stator umožňuje zvýšit točivý moment při nízkých otáčkách motoru. Tím je dosaženo lepšího záběru vozidla při rozjezdu, což je zvláště důležité u vozidel s automatickou převodovkou.
3. Stabilizace proudění kapaliny: Stator pomáhá stabilizovat proudění kapaliny uvnitř měniče, což zlepšuje celkovou stabilitu a plynulost přenosu výkonu. Zabraňuje zpětného toku kapaliny, čímž zajišťuje, že  se kapalina pohybuje správným směrem a podporuje efektivní přenos energie.

Bez statoru by hydrodynamický měnič nebyl schopen efektivně převádět a řídit energii mezi čerpadlem a turbínou.